# Государство Республика Индонезия
Государство Республика Индонезия (индон. Negara Republik Indonesia, в старой орфографии — индон.  Negara Repoeblik Indonesia) —  штат в составе Соединённых Штатов Индонезии (СШИ), существовавший в 1949—1950 годах и занимавший часть территории островов Ява и Суматра. 

## История
Республика Индонезия (РИ) провозгласила свою независимость 17 августа 1945 года; она стала правопреемником Голландской Ост-Индии. Нидерланды, не признавшие независимость РИ и не желавшие терять свою колонию, начали войну против РИ, в результате которой Республика потеряла большую часть своей территории, сохранив за собой лишь примерно половину Явы и большую часть Суматры. На захваченных землях голландцы создали ряд марионеточных государств; по условиям Гаагской конференции круглого стола эти государства, вместе с РИ, вошли в состав Соединённых Штатов Индонезии. 
Президентом РИ вместо Сукарно, ставшего президентом СШИ, был избран Ассаат. И.о. премьер-министра стал Сусанто Тиртопроджо; затем был назначен постоянный премьер-министр Абдул Халим.
В течение 1949-1950 годов произошла фактическая самоликвидация СШИ; все штаты самораспустились и передали свои полномочия либо центральному правительству СШИ в Джакарте, либо правительству РИ в Джокьякарте. 17 августа 1950 года СШИ были официально распущены и заменены восстановленной унитарной РИ.